# Bosom Buddies
Bosom Buddies ist eine US-amerikanische Sitcom mit Tom Hanks und Peter Scolari, die von Robert L. Boyett, Thomas L. Miller und Chris Thompson entwickelt wurde. Sie lief vom 27. November 1980 bis zum 27. März 1982 zwei Staffeln lang mit insgesamt 37 Folgen donnerstagabends auf ABC und im Sommer 1984 in Wiederholungen auf NBC. Die Serie zeigt die Missgeschicke zweier alleinstehender Männer, die in der kreativen Werbung arbeiten, sich in ihrer Branche durchschlagen und sich als Frauen verkleiden, um in der einzigen Wohnung zu leben, die sie sich leisten können. Häufige Themen der Serie sind Geschlechterstereotype und zwischenmenschliche Beziehungen zwischen Männern und Frauen.
Die Show wurde für ihren skurrilen Humor und den häufigen Einsatz von Improvisation bekannt, insbesondere zwischen den Stars Hanks und Scolari. Obwohl die Show anfangs gute Einschaltquoten hatte, konnte sie das Interesse des Publikums nicht wecken und wurde nach zwei Staffeln abgesetzt.
Heute ist die Show vor allem als Startschuss für die Karriere von Hanks bekannt, der zu einem Oscar-prämierten Filmstar wurde.

## Inhalt

### Einleitungskommentar
Henry: Als wir nach New York zogen, hatten wir eine tolle Wohnung, die spottbillig war.
Kip: Und wir haben herausgefunden, warum es so günstig war!
Henry: Unsere Freundin Amy sagte, in ihrem Gebäude gäbe es eine tolle Wohnung …
Kip: Siehst du? Es ist alles ganz normal! …
Kip: Spottbillig!
Henry: … aber es ist ein Hotel für Frauen.
Kip: Okay, wir haben eine Anpassung vorgenommen.
Henry: Diese anderen Damen kennen uns als Buffy und Hildegarde … aber sie kennen uns auch als Kip und Henry, die Brüder von Buffy und Hildegard.
Kip: Ich bin verrückt nach der Blondine.
Henry: Aus dieser Erfahrung wird ein großartiges Buch.
Kip: Siehst du? Es ist alles ganz normal!

### Pilotfolge
In der Pilotfolge wird Kip Wilsons und Henry Desmonds eigene Wohnung im Schlaf abgerissen. Sie verkleiden sich als Frauen, um in dem spottbilligen „Susan B. Anthony Hotel“ zu wohnen, das zufälligerweise nur für Frauen zugänglich ist. Kip steht dem Plan zunächst skeptisch gegenüber, doch nachdem er das attraktive Model, Tänzerin und Krankenschwester Sonny Lumet kennenlernt, überzeugt er den aufstrebenden Schriftsteller Henry, dass diese Erfahrung Stoff für ein großartiges Buch wäre. Ihre Kollegin Amy Cassidy, die sich zu Henry hingezogen fühlt, ist die einzige Bewohnerin, die von dem Plan eingeweiht ist. Die Jungs überlisten die Hotelmanagerin Darlene und ihre Mitbewohnerin Isabelle Hammond, eine aufstrebende Sängerin. Als die Pilotfolge an ABC verkauft wurde, wurde die Figur Darlene durch Lilly Sinclair ersetzt.

### Die erste Staffel
In der ersten Staffel arbeiten Kip, Henry und Amy für Ruth Dunbar (Holland Taylor) bei der in Manhattan ansässigen Werbefirma Livingston, Gentry & Mishkin, wo Kip Grafiker, Henry Texter und Amy Empfangsdame ist. Ruth heimst oft die Lorbeeren für die Arbeit der Jungs ein, wenn sie ihrem (unsichtbaren) Chef, Mr. Rubinowitz, Bericht erstattet.

### Die zweite Staffel
Die Serie wurde kaum für eine zweite Staffel verlängert. Um die mittelmäßigen Einschaltquoten der ersten Staffel zu verbessern, das Format zu überarbeiten und gleichzeitig Kosten zu sparen, wurde entschieden, dass die Rolle von Lilly Sinclair überflüssig war und herausgeschrieben. Infolgedessen verließ die erfahrene Schauspielerin Lucille Benson die Serie und Telma Hopkins’ Rolle Isabelle wurde die neue Hotelmanagerin. Kip, Henry und Amy verließen Livingston, Gentry & Mishkin, um ihre eigene Werbeagentur Sixty Seconds Street zu gründen, wobei Ruth als nicht ganz stille Partnerin fungierte.
In der ersten Folge der zweiten Staffel wird der Trick der männlichen Charaktere, als Frauen zu leben, aufgedeckt, aber sie dürfen trotzdem weiterhin in dem Frauenhotel wohnen. Sonny verzeiht Kip den Betrug, und Isabelle, die neue Hotelmanagerin, stimmt zu, bei dem Trick mitzumachen, anstatt es den anderen Bewohnern zuzugeben. Von diesem Zeitpunkt an wurde das Element der Frauen weniger betont und die Show näherte sich dem ursprünglichen Konzept der Macher einer regulären Buddy-Komödie an.

## Produktion

### Allgemeine Produktionsnotizen
Die Serie wurde von Miller und Boyett als männliches Gegenstück zu ihrer erfolgreichen Sitcom Laverne & Shirley konzipiert. Ursprünglich war sie als geradlinige Buddy-Komödie geplant, die, wie sie es beschrieben, „auf eine anspruchsvolle Art von Billy Wilder“ gemacht wurde. Als die ABC-Verantwortlichen Miller und Boyett baten, zu erklären, was sie mit dem Vergleich mit Wilder meinten, erwähnten die Produzenten Manche mögen’s heiß (Regie: Wilder) und ABC kaufte die Show unter der Bedingung, dass Männer in Frauenkleidern auftreten würden, genau wie in dem Film. „Wir waren nicht da, um das vorzuschlagen“, erinnerte sich Miller. „Und sie sprangen darauf an! Wir fuhren mit dem Auto zurück zum Studio und sagten: ‚Oh mein Gott, was sollen wir tun? Wir müssen etwas in Frauenkleidern machen.‘“
Nachdem die Besetzung feststand, baten Miller und Boyett Chris Thompson, einen der Drehbuchautoren und Produzenten von Laverne & Shirley, das Drehbuch für die Pilotfolge zu schreiben und als Showrunner der Serie zu fungieren.
Thompson, der später als ausführender Produzent von Shows wie The Larry Sanders Show tätig war, sagte später, er habe den Job nur des Geldes wegen angenommen, aber unerwarteterweise sei es seine allerbeste Erfahrung im Showgeschäft gewesen, weil der Sender ihm und seiner jungen Besetzung die Freiheit ließ, zu experimentieren. „Wir wurden in Ruhe gelassen“, erinnerte er sich. „Niemand schenkte uns Beachtung. Wir waren alle noch sehr jung, aber es war, als hätten wir Papas Porsche. Wir hatten jede Woche 500.000 Dollar zum Spielen.“
Obwohl die Serie in New York spielt, wurde Bosom Buddies im Stage 25 von „Paramount Pictures“ in Los Angeles gedreht. Im Stage 25 wurden auch The Lucy Show, Cheers und deren Spin-off Frasier gedreht.
Wie viele andere Sitcoms, die während der Fernsehsaison 1980/81 ausgestrahlt wurden, bekam Bosom Buddies die Auswirkungen eines Streiks der „Screen Actors Guild“ und der „American Federation of Television and Radio Artists“ zu spüren, der 1980 stattfand. Infolgedessen hatte die Show eine verkürzte erste Staffel. Anfangs waren die Einschaltquoten gut, da ABC jedoch ständig den Tag und die Sendezeit der Show änderte, schadete das dem Gesamterfolg der ersten Staffel. Die zweite Staffel mit ihrer überarbeiteten Prämisse schnitt noch schlechter ab, und nach weiteren Sendeplatzänderungen durch den Sender wurde die Show im Frühjahr 1982 abgesetzt. Ironischerweise lautete der letzte Satz der Serie (Staffel 2, Folge 18: „Nicht die letzte Vorstellung“): „Wissen Sie, egal wie alt ich jetzt werde, ich werde nie müde, mir das anzuschauen.“
Bosom Buddies war eine der letzten Sendungen, die das Produktionsteam Miller-Milkis-Boyett nutzte, da Eddie Milkis die Firma 1984 verließ. Dies war auch eine der letzten Miller-Boyett-Sitcoms, die von „Paramount Television“ (jetzt „CBS Television Studios“) produziert wurden, bevor sie ihren Produktionsstandort zu „Lorimar Productions“ (später „Warner Bros. Television“) verlegten; Happy Days endete 1984 und war damit die letzte Sendung, die abgesetzt wurde, bevor Miller-Boyett nach „Lorimar Productions“ wechselte; Valerie war die erste Sendung, die seitdem ihr Debüt feierte.

### Titelsong
Der Titelsong für den Vorspann war „My Life“ von Billy Joel, allerdings handelte es sich um eine neu aufgenommene Version mit Gary Bennett als Sänger und Mike Lucas am Klavier. Einige im Rahmen der „Syndication“ gezeigte Wiederholungen (wie etwa als USA Network Wiederholungen ausstrahlte, sowie die späteren Ausstrahlungen auf MeTV) und alle Heimvideo- und DVD-Veröffentlichungen verwenden für den Vorspann anstelle von „My Life“ eine Gesangsversion des instrumentalen Abspannliedes der Show, „Shake Me Loose“, gesungen von Stephanie Mills.

### Wiederholungen
NBC strahlte im Sommer 1984 kurzzeitig Wiederholungen von Bosom Buddies aus, nachdem die Erfolge von Splash und Bachelor Party Hanks zu einem großen Filmstar gemacht hatten. Die Einschaltquoten waren gut, aber es bestand keine Möglichkeit, dass Hanks für eine Neuauflage der Show zurückkehrte. Wiederholungen wurden auch bis zum 18. November 1995 im „USA Network“ sowie bis Mitte der 2000er Jahre auf TBS und „TV Land“ ausgestrahlt. In jüngerer Zeit hat „Weigel Broadcasting“ die Serie auf einigen seiner Netzwerke ausgestrahlt, darunter „MeTV“, „MeTV Plus“ und „Decades“ (jetzt bekannt als „Catchy Comedy“). „Catchy Comedy“ strahlte am 27. und 28. Mai 2023 und erneut am 13. und 14. April 2024 einen „Catchy Binge“ der Serie aus.
In Großbritannien wurde Bosom Buddies Anfang der 80er Jahre von den beiden ITV-Unternehmen LWT und TSW ausgestrahlt. Der „Paramount Channel“ wiederholte die Serie vom 1. November 1995 bis zum 4. Februar 2001.

### Heimmedien
CBS DVD (vertrieben von Paramount) hat beide Staffeln von Bosom Buddies auf DVD der Region 1 veröffentlicht. Der ursprüngliche Titelsong „My Life“ von Billy Joel wurde durch „Shake Me Loose“ ersetzt, ein Lied aus der Feder des Serienschöpfers Chris Thompson, das während der Syndication-Ausstrahlung der Serie verwendet wurde. Viele der während der Ausstrahlung der Serie gespielten Musiknummern wurden auf den DVD-Veröffentlichungen bearbeitet oder ganz entfernt.
Bemerkenswert in diesem Sinne sind die Lieder „Yakety Yak“ (aus der Episode „Call Me Irresponsible“), „Chances Are“ (aus „All You Need is Love“) und „Rock and Roll Heaven“ (aus „Hildy’s Dirt Nap“).
Am 6. Februar 2018 veröffentlichte CBS Home Entertainment Bosom Buddies: The Complete Series auf DVD in Region 1.

#### Veröffentlichungen der Staffeln
- Die erste Staffel (19 Folgen): 13. März 2007
- Die zweite Staffel (18 Folgen): 4. September 2007
- Die komplette Serie (37 Folgen): 6. Februar 2018

### Popkultur-Referenzen
Eine Einstellung-für-Einstellung-Neuverfilmung der Eröffnung der Show Credits wurde am 23. Januar 2014 auf „Adult Swim“ als Fortsetzung von Adam Scotts The Greatest Event in Television History ausgestrahlt. Das Titellied „My Life“ von Billy Joel wird tatsächlich von Joel gesungen anstelle der klangähnlichen Version für die Original-TV-Serie.
In der 30 Rock-Folge „100“ hat Hanks einen Cameo-Auftritt, in dem er auf Bosom Buddies anspielt, indem er Zeilen aus „My Life“ singt.